# Averroes
Averroës hay Ibn Rushd (tiếng Ả Rập: ابن رشد), tên đầy đủ: ʾAbū l-Walīd Muḥammad Ibn ʾAḥmad Ibn Rušd),1126 - 11 tháng 12 năm 1198, là một nhà triết học, thầy thuốc và nhà thông thái người Al-Andalus-Ả Rập, ông có những đóng góp nghiên cứu về nhiều lĩnh vực khác nhau như triết học, thần học, luật học, luật Maliki, thiên văn học, địa lý học, toán học, y học, vật lý, tâm lý và khoa học. Ông sinh ra tại Córdoba (thuộc Tây Ban Nha ngày nay) và mất tại Marrakech (thuộc Maroc ngày nay). Trường phái triết học của ông được gọi là trường phái Averroes. Ông cũng được coi là cha đẻ của chủ nghĩa thế tục ở Tây Âu.

## Tiểu sử
Averroes được sinh ra trong một gia đình danh giá: Nhiều đời trong gia đình này là những học giả về luật. Những người gần với thế hệ của Averroes nhất gồm có ông nội và cha. Cả hai người đều là các thẩm phán của xứ Córdoba. Vả bản thân của Averroes cũng được tiến cử vào tòa án. Điều này đã giúp ông có được một mối quan hệ bạn bè với nhà vật lý Ibn-Zuhr. Vào năm 1160, Averroes trở thành vọ pháp quan của thành phố Sevilla (thuộc Tây Ban Nha bây giờ). Ấy là chưa kể nhiều chức vụ về luật pháp ở Sevilla và Córdoba.
Tuy nhiên, công việc không được thuận lợi trong mọi lúc. Vào cuối thế kỷ XII, tại Andalusi, làn sóng cuồng tín diễn ra. Chính sự kiện này đã khiến cho Averroes bị đày ra một vùng hẻo lánh thuộc Córdoba.
Và đó không phải là lần duy nhất Averroes bị đi đày. Vì biện hộ triết học trong hoàn cảnh không được thuận lợi, ông đã bị bãi chức và đi đày bởi vua Abu Yusuf. Nhưng may mắn là ông đã không bị thất sủng lâu. Tuy vậy, ông cũng bị ảnh hưởng không hề nhỏ bởi sự kiện này. Sức khỏe giảm sút đã khiến ông trút hơi thở cuối cùng vào năm 1198. Thi hài của ông lúc đầu được chôn cất tại Marrakech, sau đó lại được chuyển đến Córdoba.

## Sự nghiệp

### Tóm tắt
Mặc dù là một người làm pháp luật, Averroes cũng có những đóng góp ở nhiều lĩnh vực. Tiêu biểu cho những đóng góp của ông đó là triết học.

### Những nghiên cứu

#### Triết học

##### Triết học Aristotle và tôn giáo
Averroes đac góp phần trình bày và thấu hiểu triết học của Aristotle. Nhà triết học này còn cố gắng tìm ra sự hòa hợp giữa tư tưởng của triết gia người Hy Lạp với tư tưởng của đạo Hồi. Quan điểm của Averroes đó là giữa triết học và tôn giáo không hề có bất kỳ một sự xung đột nào. Cũng theo ông, sự siêu hình có thể được biểu diễn theo hai cách: hoặc theo triết học (kiểu Aristotle), hoặc theo tôn giáo (những gì mà người bình thường có thể hiểu). Dù không đề xuất một thứ chân lý nào cả thể hiện sự hòa hợp của hai điều này, tư tưởng của Averroes được đặt một cái tên cụ thể (bởi các tín đồ của Kitô giáo: chân lý kép.

##### Ba khảo luận
Đây là bằng chứng tiêu biểu cho thấy Averroes nhiệt tình như thế nào với triết học của Aristotle. Cụ thể của vấn đề, chúng ta sẽ đến với chúng. Chúng ta sẽ chúng thành hai phần:
- Các khảo luận thứ nhất và thứ hai: Ở hai cuốn này, ta có thể để ý đến một điểm quan trọng. Đó là việc Averroes đề cao những nhà siêu hình học sử dụng chứng cứ (phép tam đoạn luận) và thẩm quyền (vả cả nghĩa vụ nữa) hơn những người biện chứng của đạo Hồi trong việc lý giải các học thuyết có trong luật lệ tiên khải. Ông tin rằng tiến tới ý nghĩa sâu xa, đích thực là mục tiêu của triết học trên con đường tời chân lý và chúng không thể nào được tiếp nhận bởi đám đông, những người chỉ có thể tiếp xúc với cái vẻ ngoài đơn sơ của kinh văn. Ở đây, Averroes đã sử dụng ba lập luận rất nổi tiếng của Aristotle: chứng minh, biện chứng và thuyết phục.
- Khảo luận thứ ba lại thể hiện sự bênh vực của Averroes cho triết học Aristotle trước ý kiến của al-Ghazali khi ông này cho rằng triết học của Aristotle đang chống lại những gì mà đạo Hồi đã dạy

##### Khởi nguồn củathế giới
Với tư tưởng duy tâm, Averroes cho rằng Thượng đế là người khởi tạo của thế giới. Ông không chấp nhận sự phát triển của thế giới theo tiến trình thời gian. Ông tin mọi linh hồn đều bắt nguồn từ một linh hồn phổ quát và cũng tin rằng có sự vĩnh cửu.

##### Khác
Averroes tiếp thu chọn lọc, thậm chí là phê phán những nhà triết học Themistius, Alexander xứ Aphrodisias, al-Farabi, Avicenna.

### Ảnh hưởng

#### Triết học
- Những chú giải của Averroes về triết học của Aristotle đã ảnh hưởng sâu đậm đến người Do Thái và tín đồ Kitô giáo trong nhiều thế kỷ.
- Những người theo chủ nghĩa kinh viện, tiêu biểu là Thomas Aquinas, gọi Averroes là nhà chú giải.

### Viết lách

#### Chú giải triết học Aristotle[2]
Nói về các trước tác của Averroes, ta có nhiều điều để nói. Trong khoảng thời gian 1169 đến 1195, ông viết chú giải cho hàng loạt tác phẩm của Aristotle (có duy nhất tác phẩm Republica của Plato là tác phẩm ngoài Aristotle vì Averroes không có cuốn Potilica). Những chú giải này được gộp với các tác phẩm tiếng Latin của nhà triết học Hy Lạp. Hiện nay, chú giải của Averroes được lưu giữ theo ba kiểu ngôn ngữ: giữ nguyên tiếng Arab, dịch sang tiếng Do Thái cổ và cả hai.

#### Tác phẩm
Là người đa tài, Averroes viết các tác phẩm ở nhiều lĩnh vực: triết học, luật pháp, thần học. Tác phẩm đầu tiên của ông là cuốn Y khoa tổng quát. Còn những tác phẩm quan trọng nhất của Averroes là ba khảo luận về tôn giáo và triết học. Rất tiếc là chỉ có số ít tác phẩm luật pháp và không có tác phẩm thần học nào được lưu giữ cho đến bây giờ.

Colliget